# Hieracium nidense
Hieracium nidense es una especie de planta con flor del género Hieracium, de la familia Asteraceae, orden Asterales.

## Distribución
Hieracium nidense se distribuye por Gales.

## Taxonomía
Fue descrita científicamente por (F. Hanb.) Roffey.